# 파시티
파시티(Pasithee)는 목성의 소형 역행 불규칙 위성이다. 2001년 하와이 대학교의 스콧 S. 셰퍼드 주도 연구팀이 발견하였으며, 이름은 그리스 신화의 파시테아에서 유래했다.

## 발견 및 명명
파시티는 2001년 12월 11일 하와이 대학교의 천문학자들이 발견하였으며, 임시 명칭 S/2001 J 6이 부여되었다. 2003년 8월 위성의 발견이 공인되었으며, 이 때 파시티라는 이름이 붙었다.
파시티라는 이름은 그리스 신화의 파시테아에서 유래했으며, 파시테아는 제우스의 딸이다.

## 궤도
파시티는 목성과 평균적으로 2300만 km 떨어져 있으며, 공전 주기는 719일 10시간 34분이다. 파시티는 역행 위성으로, 목성이 자전하는 방향과 파시티의 공전 방향이 반대이다. 궤도적으로 파시티는 카르메군에 속하며, 다른 카르메군 위성들과 기원이 같을 것이라고 추정되고 있다.

## 물리적 성질
파시티의 반사율을 다른 목성의 위성들처럼 0.04로 추정하면 지름은 약 2 km가 되며, 밀도는 2.6 g/cm3가 되어 구성 성분이 규질 암석일 것으로 추정할 수 있다.
파시티의 겉보기등급은 23.2로, 상당히 어두운 편이다.